# Дойл, Камари
Камари́ Оливье́ Дойл (англ. Kamari Olivier Doyle; родился 1 августа 2005) — английский футболист, полузащитник клуба «Брайтон энд Хоув Альбион», выступающий на правах аренды за «Кроли Таун».

## Клубная карьера
С 2013 года выступал за футбольную академию «Саутгемптона». В августе 2022 года подписал свой первый профессиональный контракт с клубом.
21 мая 2023 года дебютировал в основном составе «святых» в матче Премьер-лиги против «Брайтон энд Хоув Альбион», выйдя на замену Ромео Лавии. В январе 2024 года перешёл в «Брайтон энд Хоув Альбион».

## Карьера в сборной
Выступал за сборные Англии до 17 и до 18 лет.